# Dieter Ströbel
Dieter Hermann Ströbel (* 27. April 1923 in Neunkirchen b. Bad Mergentheim; † 5. November 2009 in München) war ein deutscher Architekt, der als Architekt des Unternehmens Osram auf dem Gebiet der Industriearchitektur arbeitete.

## Ausbildung und Beruf

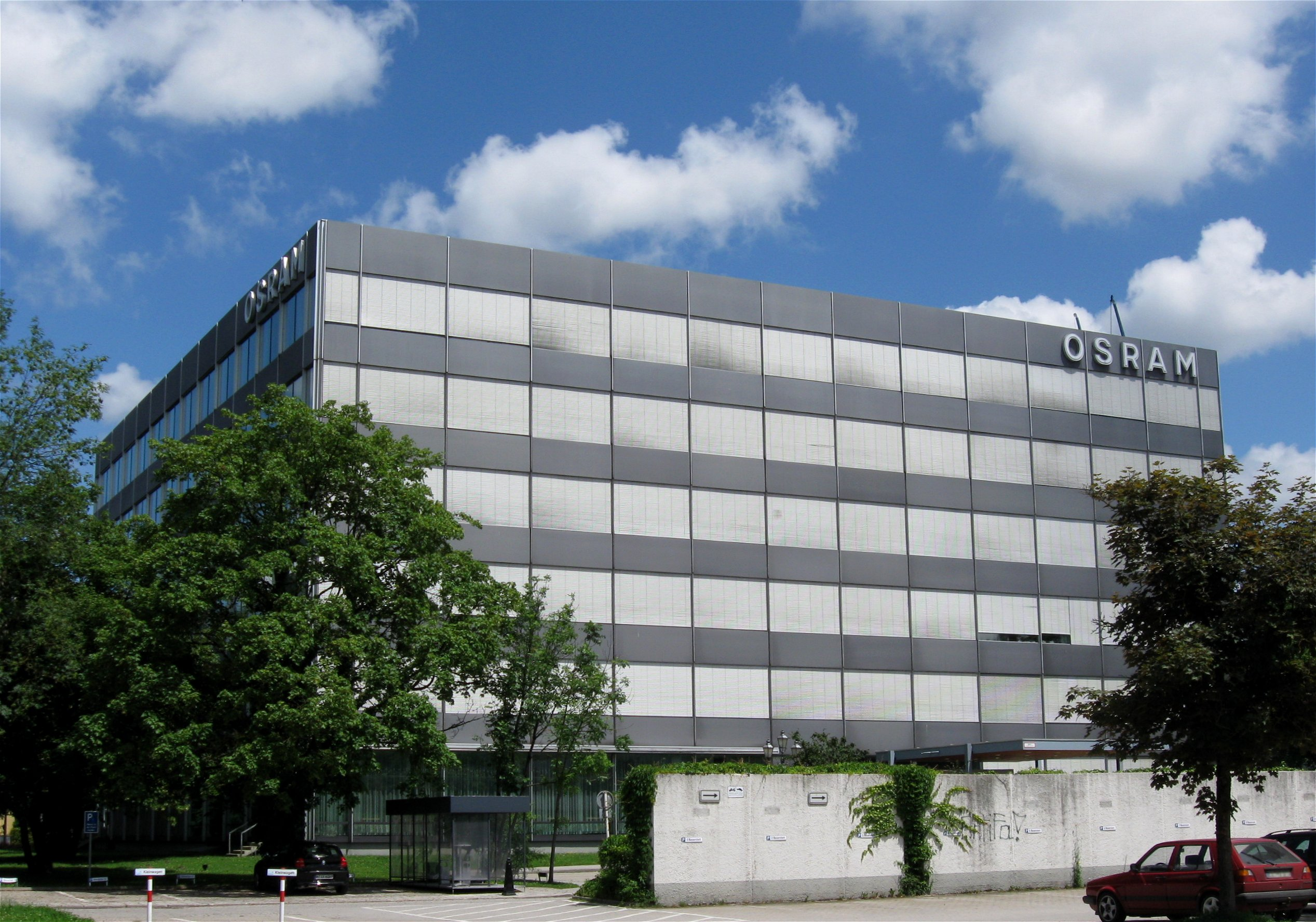
Verwaltungsgebäude der Osram GmbH, Hellabrunner Straße 1 in München, 1963–1965 von Walter Henn und Dieter Ströbel; 2018 abgerissen

Ab 1940 studierte Ströbel an der Technischen Hochschule Graz und nach dem Kriegsdienst an der Lagerhochschule des Kriegsgefangenenlagers in Crossville (USA) bis November 1945. Bis 1949 studierte er an der Technischen Hochschule Stuttgart. Nach freiberuflicher Tätigkeit wurde er im April 1958 Mitarbeiter von Osram in München.
Mit Walter Henn entwarf er 1965 das Osram-Verwaltungsgebäude an der Hellabrunner Straße 1 in München. Das denkmalgeschützte Gebäude wurde 2018 abgerissen.
In seiner Funktion als Leiter des Bauwesens von Osram ab November 1970 baute er weltweit Fabriken und Verwaltungsgebäude. 1990 ging er in den Ruhestand. Sein beruflicher Nachlass ist seit 2014 im Architekturmuseum der Technischen Universität München.
Er war der Vater der Bildhauerin Nele Ströbel.

## Schriften
- Licht und Architektur. Osram GmbH, Berlin / München 1961. (auch in: Lichttechnik, 13. Jahrgang 1961, Nr. 6.)